# John Newcombe
John David Newcombe OBE (* 23. května 1944 Sydney) je bývalý australský tenista. V létě 1974 byl po dobu necelých dvou měsíců na 1. místě žebříčku ATP. Jedná se o tenistu z přelomu otevřené éry tenisu.
Za svou kariéru vyhrál 31 turnajů ATP ve dvouhře, z toho 5 grandslamových turnajů (počítáno za otevřenou éru, před jejím počátkem zvítězil navíc jednou ve Wimbledonu a jednou ve Flushing Meadow – obojí v roce 1967).
V letech 1995 až 2000 byl kapitánem Daviscupového týmu Austrálie.

## Vítězství v turnajích – dvouhra
- 1968 – Hamburk
- 1969 – Řím
- 1970 – Casablanca, Wimbledon
- 1971 – Chicago, Dallas, Gstaad, Montreal / Toronto, Filadelfie, Toronto, Wimbledon
- 1972 – Alamo, Fort Worth, Göteborg, Johannesburg, Las Vegas, St. Louis, Vancouver
- 1973 – Australian Open, Jakarta, US Open
- 1974 – Dallas, Lacosta WCT, Maui, New Orleans, Orlando, Petěrburg, Sydney Indoor, Tokio, Tucson
- 1975 – Australian Open